# Pavel Petera
Pavel Petera (Praga, 6 maggio 1942 – Praga, 23 dicembre 2013) è stato un allenatore di pallacanestro cecoslovacco.

## Carriera
Ha guidato la Cecoslovacchia ai Giochi olimpici di Mosca 1980, a due edizioni dei Campionati mondiali (1978, 1982) e a sei dei Campionati europei (1977, 1979, 1981, 1983, 1985, 1987).